# Clarence Carter
Clarence George Carter (Montgomery, 14 de janeiro de 1936), é um cantor, compositor, músico e produtor musical estadunidense, amplamente reconhecido por suas contribuições ao soul e ao R&B. Cego desde o nascimento, Carter superou adversidades para se tornar uma figura icônica da música americana, conhecido por sua voz grave e expressiva, além de um estilo que funde soul, blues e gospel. Entre seus maiores sucessos estão "Slip Away" (1968), "Patches" (1970) — que lhe rendeu um Disco de Ouro e um Grammy — e o controverso, porém popular, "Strokin'" (1986).
Com uma carreira que abrange mais de seis décadas, Carter influenciou gerações de artistas e mantém um legado duradouro, sendo redescoberto por novos públicos através de samples em músicas de hip hop e trilhas sonoras de filmes. Sua habilidade de se reinventar e sua autenticidade o estabeleceram como um dos grandes nomes da música soul.

## Biografia

### Infância e educação
Clarence Carter nasceu cego em 14 de janeiro de 1936, em Montgomery, Alabama, nos Estados Unidos. Criado em um ambiente marcado pela segregação racial do sul americano, ele encontrou na música uma forma de expressão e superação. Frequentou a Alabama School for the Blind, em Talladega, onde desenvolveu suas habilidades musicais precoces. Posteriormente, ingressou na Alabama State University, também em Montgomery, graduando-se em agosto de 1960 com um Bacharelado em Ciências na área de música. Sua formação acadêmica, combinada com seu talento natural, foi essencial para sua trajetória profissional.

### Início da carreira
Carter iniciou sua carreira musical nos anos 1960 ao formar a dupla Clarence & Calvin com o amigo Calvin Scott. Em 1961, assinaram com o selo Fairlane e lançaram o single "I Wanna Dance But I Don’t Know How". No ano seguinte, gravaram "I Don’t Know (School Girl)". Em 1962, mudaram-se para a Duke Records, adotando o nome C & C Boys e lançando quatro singles, embora sem grande sucesso comercial.
Em 1965, a dupla gravou "Step by Step" nos estúdios FAME, em Muscle Shoals, sob a produção de Rick Hall. Lançado pela Atco Records, o single não alcançou as paradas, mas marcou o início da associação de Carter com o som característico de Muscle Shoals. Após Scott sofrer um grave acidente de carro em 1966, a dupla se dissolveu, e Carter seguiu como artista solo.

### Ascensão e auge
A carreira solo de Carter decolou em 1967 com "Tell Daddy", gravado pela Fame Records, que alcançou a 35ª posição na parada Billboard R&B. A canção inspirou "Tell Mama", de Etta James, creditada a Carter como compositor. No final de 1967, ele assinou com a Atlantic Records, iniciando uma fase de sucessos. Em 1968, "Slip Away" tornou-se um hit, alcançando o 2º lugar na parada R&B e o 6º na Billboard Hot 100, seguido por "Too Weak to Fight" (3º R&B, 13º pop), ambos certificados como ouro pela RIAA. Ainda em 1968, "Back Door Santa" ganhou popularidade como um clássico natalino.
O maior sucesso de Carter veio em 1970 com "Patches", uma regravação da canção dos Chairmen of the Board. O single atingiu o 4º lugar nos EUA, o 2º no Reino Unido e vendeu mais de um milhão de cópias, recebendo um Disco de Ouro e o Grammy Award para Melhor Canção R&B em 1971. Durante esse período, Carter casou-se com a cantora Candi Staton, com quem teve um filho, Clarence Carter Jr., antes de se divorciarem em 1973.

### Anos posteriores e reinvenção
Com a ascensão da música disco nos anos 1970, a popularidade de Carter nas paradas diminuiu. Ele deixou a Atlantic em 1971, retornando à Fame Records, e em 1975 assinou com a ABC Records, lançando álbuns como Loneliness & Temptation. Em 1985, ao assinar com a Ichiban Records, Carter encontrou um novo público com "Strokin'", um single de conteúdo explícito que, apesar de não ser amplamente tocado no rádio, tornou-se um sucesso em jukeboxes e um clássico cult, mais tarde usado em filmes como The Nutty Professor (1996) e Killer Joe (2011).
Desde 1996, Carter opera seu próprio selo, Cee Gee Entertainment, lançando álbuns como Carter’s Corner (1996) e Mr. Old School (2020). Ele mantém uma agenda ativa de turnês, especialmente no sul dos EUA e internacionalmente, consolidando seu status como uma lenda viva do soul.[carece de fontes?]

## Estilo musical e influência
O estilo de Carter é marcado por uma voz barítona poderosa e letras que exploram temas de amor, traição e humor, muitas vezes com um toque explícito. Sua música reflete as tradições do sul dos EUA, combinando soul, blues e gospel com a produção distinta dos estúdios de Muscle Shoals. Ele influenciou artistas como Etta James e foi sampleado por grupos de hip hop, como o Run-D.M.C., que usou "Back Door Santa" em "Christmas in Hollis" (1987).

## Vida pessoal
Carter foi casado com Candi Staton entre 1970 e 1973, com quem teve um filho, Clarence Carter Jr. Em 1981, nasceu seu segundo filho, Herbert Deon Wilkerson. Apesar de sua cegueira, ele sempre destacou a importância da educação e da independência em sua vida e carreira.

## Discografia

### Álbuns de estúdio
| Ano  | Álbum                               | EUA | R&B EUA |
| ---- | ----------------------------------- | --- | ------- |
| 1968 | This Is Clarence Carter             | 200 | 49      |
| 1969 | The Dynamic Clarence Carter         | 169 | 22      |
| 1969 | Testifyin'                          | 138 | 35      |
| 1970 | Patches                             | 44  | 18      |
| 1973 | Sixty Minutes with Clarence Carter  | —   | 41      |
| 1974 | Real                                | —   | —       |
| 1975 | Loneliness & Temptation             | —   | 58      |
| 1976 | A Heart Full of Song                | —   | —       |
| 1980 | Let’s Burn                          | 189 | 28      |
| 1981 | Mr. Clarence Carter in Person       | —   | —       |
| 1982 | Love Me with a Feeling              | —   | —       |
| 1984 | Singing for My Supper               | —   | —       |
| 1985 | Messin’ with My Mind                | —   | —       |
| 1986 | Dr. C.C.                            | —   | 20      |
| 1987 | Hooked on Love                      | —   | 34      |
| 1989 | Touch of Blues                      | —   | 52      |
| 1990 | Between a Rock and a Hard Place     | —   | 48      |
| 1992 | Have You Met Clarence Carter...Yet? | —   | 73      |
| 1995 | I Couldn’t Refuse                   | —   | —       |
| 1996 | Carter’s Corner                     | —   | —       |
| 1999 | Bring It to Me                      | —   | —       |
| 2011 | Sing Along with Clarence Carter     | —   | —       |
| 2020 | Mr. Old School                      | —   | —       |

Nota: "—" indica que o álbum não entrou nas paradas.

### Singles selecionados
| Ano  | Single              | EUA Pop | EUA R&B | Reino Unido | Certificações |
| ---- | ------------------- | ------- | ------- | ----------- | ------------- |
| 1967 | "Tell Daddy"        | —       | 35      | —           | —             |
| 1968 | "Slip Away"         | 6       | 2       | —           | Ouro (RIAA)   |
| 1968 | "Too Weak to Fight" | 13      | 3       | —           | Ouro (RIAA)   |
| 1968 | "Back Door Santa"   | 4       | —       | —           | —             |
| 1970 | "Patches"           | 4       | 2       | 2           | Ouro (RIAA)   |
| 1986 | "Strokin'"          | —       | —       | 82          | —             |

## Prêmios e reconhecimentos
- 1971: Grammy Award para Melhor Canção R&B por "Patches".
- Três singles certificados como Ouro pela RIAA: "Slip Away", "Too Weak to Fight" e "Patches".
- Incluído no Alabama Music Hall of Fame em 1994.[10]